# Прототаксити
Прототаксити (лат. Prototaxites) — викопні організми нез'ясованого систематичного положення, що зовні нагадують стовбур хвойного дерева. Проте, вони жили в силурійському і пізньому девонському періоді (420–375 млн років тому), коли таких дерев ще не існувало. Прототаксити мали трубчасту структуру, на зрізах якої можна було спостерігати кільця, подібні віковим кільцям дерев. На відміну від дерев, прототаксити в своїй більшості не мали гілок, проте були й винятки. Зазвичай вважаються грибами, але ця версія неодноразово оскаржувалася.

## Історія досліджень
Ці організми вже понад сто років є предметом суперечок між вченими, які зараховують їх то до одного, то до іншого класу чи навіть царства живих істот. Вперше викопні рештки цих організмів знайдено у 1843 році у Канаді, а вивчення їх почалося з 1855 Джоном Вільямом Доусоном, який і дав їм назву. Він вважав їх залишками хвойних рослин. З того часу виявлено понад 50 решток у Північній Америці та Європі, особливо на території Канади та Німеччини.
У різний час їх відносили до судинних рослин, водоростей, схожих на ламінарію, печіночників, грибів або лишайників. Найпопулярніша версія — що це велетенські плодові тіла грибів. Багато дослідників приписують прототакситам вертикальне зростання, але переконливих доказів цього небагато.
Згідно найдавнішої версії, прототаксити були хвойними деревами (сама назва Prototaxites походить від Taxus — тис); пізніше багато вчених виступили на підтримку того, що ці організми були або водоростями, або грибами. Професор геофізичних наук Чиказького університету Кевін Бойс (Kevin Boyce) вивчав співвідношення ізотопів вуглецю в п'яти зразках копалин прототакситів віком близько 400 мільйонів років, знайдених в різних районах планети. Як виявилося, воно змінювалася залежно від місця знахідки. Значить, ці організми не могли бути рослинами, адже ті отримували вуглець разом з вуглекислим газом з атмосферного повітря, і для них це співвідношення всюди було однаковим.
У цьому ж випадку, як констатував Бойс, «різниця була такою великою, що прототаксити, безсумнівно, не займалися фотосинтезом». Подібно до тварин або грибів, вони отримували готову органічну речовину, вироблену рослинами. І якщо тваринами вони не могли бути за формою, то значить, що прототаксити є грибами. Ці організми не тільки розкладали залишки рослин, але й, імовірно, харчувалися крихітними водоростями, що рясно вкривали сушу у девонському періоді. У відносно простій екосистемі того часу у них не було ворогів. В ту епоху саме вони домінували в світі природи. Ніщо не обмежувало їхнього зростання, крім природних біологічних меж. Судячи зі збережених скам'янілих решток, прототаксити були найбільшими живими організмами свого часу — їхня середня висота перевищувала 6 м. Вчені також знаходили окремі скам'янілості, висота яких становила 8,8 м, а діаметр — 1,37 м.
Згідно з однією з теорій, запропонованою доктором Ліндою Грем (Linda Graham) у 2010 році, прототаксити могли бути не поодинокими істотами, а скрученими пластами різноманітних живих організмів (водоростей, печіночників, грибів). Передбачається, що під впливом вітру, тиску течії води такі сплетіння могли згортатися, формуючи структури, подібні знайденим копалинам. Однак ця версія була оскаржена того ж року групою дослідників, які навели аргументи, що прототаксити росли вертикально, поступово розширюючись.
У 2025 році група шотландських дослідників зробила висновок, що оскільки в скам'янілостях прототакситів не знайдено слідів хітину, характерного для грибів, то прототакситів слід вважати окремою, вимерлою донині групою еукаріотів.

## Галерея

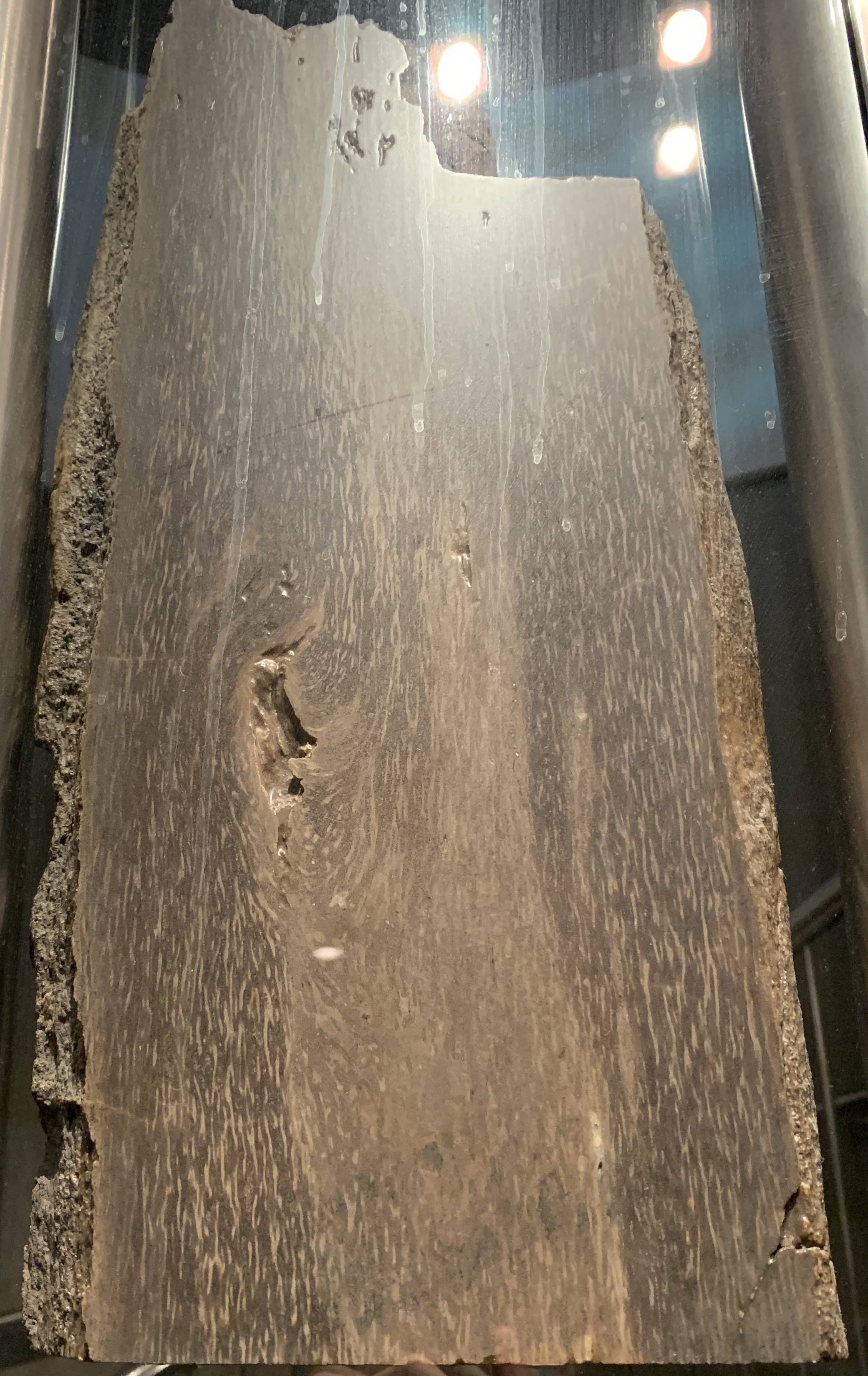
Шліфований зріз прототаксита
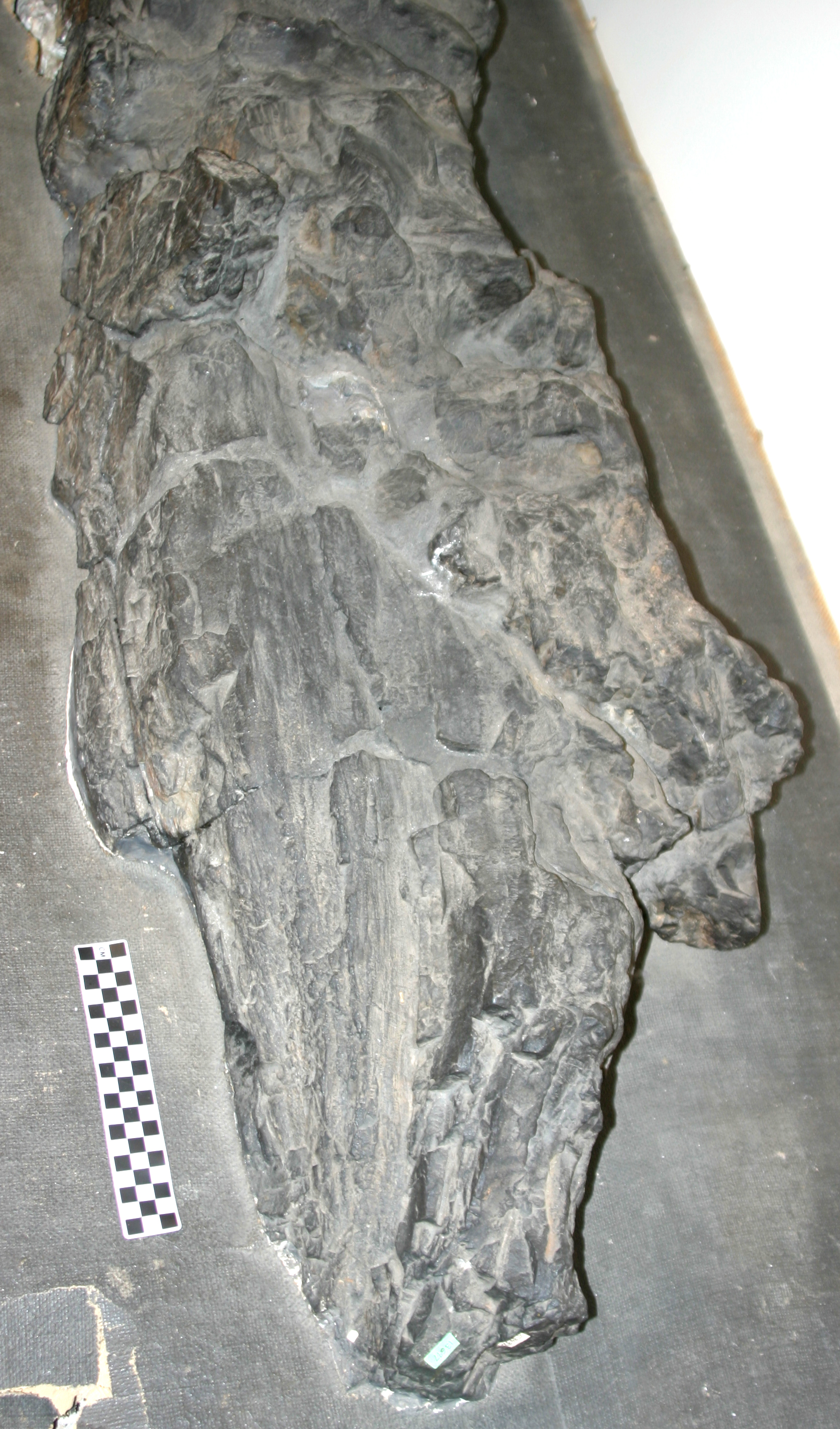
Скам'яніла верхівка прототаксита
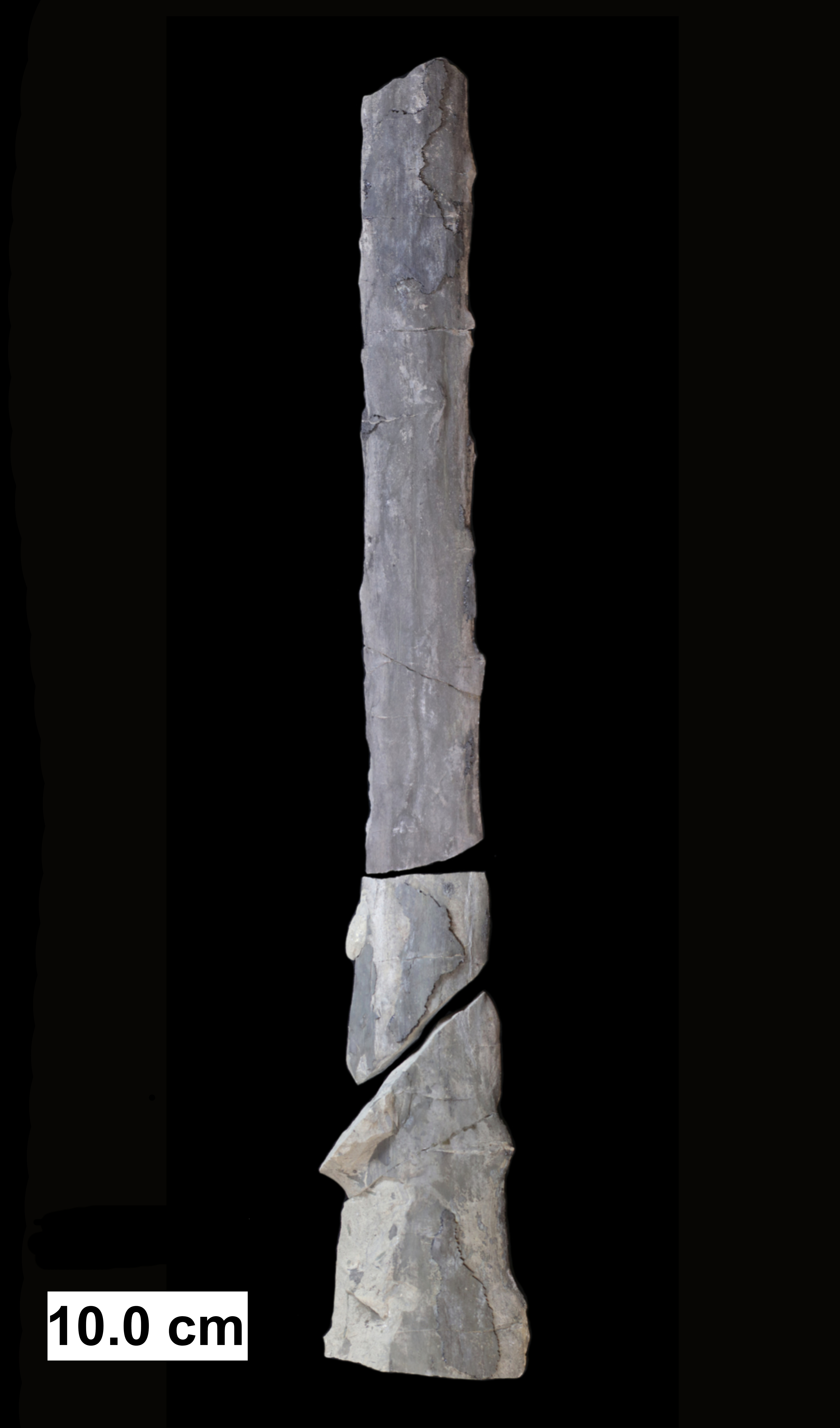
Стовбур
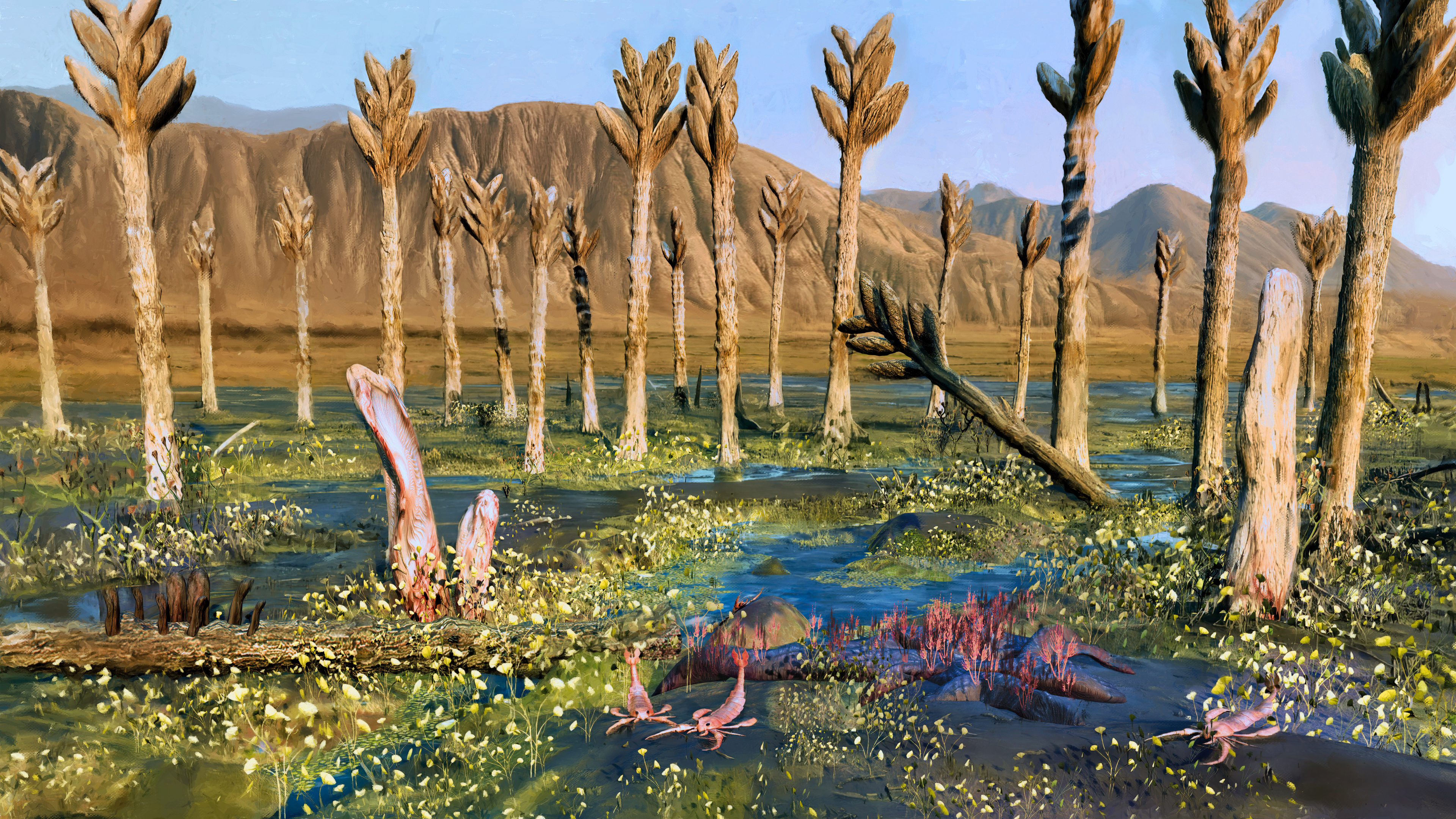
Художня реконструкція силурійського болота з прототакситами
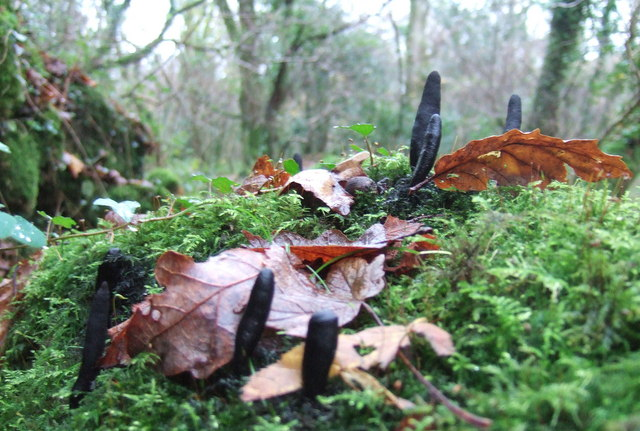
Сучасні аскомікотові гриби виду Xylaria longipes